# Bernhard Zangl
Bernhard Zangl (* 4. Februar 1967) ist ein deutscher Politikwissenschaftler und Hochschullehrer.

## Leben
Zangl studierte von 1989 bis 1994 Politikwissenschaft an der Universität Tübingen. Er promovierte zum Dr. rer. pol. Er war von 1991 bis 1994 Wissenschaftliche Hilfskraft am Institut für Politikwissenschaft an der Universität Tübingen und von 1994 bis 1998 Wissenschaftlicher Mitarbeiter im Studiengang Politikwissenschaft an der Universität Bremen. Von 1998 bis 2003 war er Wissenschaftlicher Assistent am Institut für Politikwissenschaft an der Universität Bremen. Von 2003 bis 2004 war er am John F. Kennedy Fellow Center for European Studies (CES) an der Harvard University in Cambridge, Massachusetts.  2005 wurde er Professor für Internationale Beziehungen: Politik in der Weltgesellschaft an der Universität Bremen.
Er ist seit 2009 Professor am Geschwister-Scholl-Institut der LMU München. Seine Forschungsschwerpunkte sind Global Governance und Public Policy (Staatstätigkeit). Von 2010 bis 2012 war er Fellow des Wissenschaftszentrum Berlin für Sozialforschung (WZB).

## Werke
Sein bekanntestes Buch von 2003 Frieden und Krieg. Sicherheit in der nationalen und übernationalen Konstellation verfasste er zusammen mit Michael Zürn. Weitere Werke sind:
- zusammen mit Dieter Wolf: Stabilitätssteuer statt Stabilitätspakt! Alternativen für einen stabilen Euro,  1999.
- zusammen mit Volker Rittberger und Andreas Kruck: Internationale Organisationen (Grundwissen Politik), Springer VS, 2003.
- zusammen mit Michael Zürn (Hg.): Verrechtlichung – Baustein für Global Gouvernance?. Verlag J.H.W. Dietz, 2004, ISBN 978-3-8012-0347-4.